# Nicolas van Zweden

Monogram voor Nicolas van Zweden

Nicolas Paul Gustaf (Stockholm, 15 juni 2015) is een Zweedse prins en hertog van Ångermanland.
De prins is het tweede kind van prinses Madeleine van Zweden en Christopher O'Neill. Hij is het derde kleinkind van koning Karel Gustaaf. Hij is tevens de broer van Leonore en Adrienne.
Nicolas is tiende in de lijn van de Zweedse troonopvolging.
Op zondag 11 oktober 2015 is Nicolas gedoopt in de paleiskapel van Drottningholm. Zijn doopgetuigen zijn:
- prins Carl Philip (broer van Madeleine van Zweden)
- Natascha Gräfin von Abensperg und Traun née Loeb (halfzus van Christopher)
- Henry d'Abo (getrouwd met een andere halfzus van Christopher O'Neill)
- Gustaf Magnuson (neef van Madeleine)
- Katarina von Horn (vriendin van Madeleine)
- Marco Wajselfisz (vriend van Cristopher).